# Coefficiente di Strickler-Manning
Il coefficiente di Strickler-Manning, o coefficiente di Strickler, è un parametro che si usa nello studio dei flussi dei condotti, dei canali e dei fiumi; viene indicato con ks. Nasce dalla formula di Chézy e varia rispetto alla scabrezza della superficie di riferimento. 
In particolare, vale la seguente relazione:
{\displaystyle c\cdot {\sqrt {g}}=\chi =k_{s}\cdot R^{\frac {1}{6}}}
Dove:
- c è un coefficiente che dà una valutazione immediata dei valori che permettono di passare dalla velocità di attrito alla portata;
- g è l'accelerazione di gravità = 9,81m/s2;
- R è il raggio idraulico.

L'unità di misura nel sistema internazionale è {\displaystyle m^{1/3}\cdot s^{-1}}.

## Valori significativi
Di seguito alcuni valori significativi del coefficiente di Strickler-Manning. Valori grandi di {\displaystyle k_{s}}indicano una bassa scabrezza del materiale considerato.
| Tipo di superficie  | {\displaystyle k_{s}}[{\displaystyle m^{1/3}\cdot s^{-1}}] |
| ------------------- | ---------------------------------------------------------- |
| Tecnicamente liscio | 110                                                        |
| Plastica            | 85÷90                                                      |
| Tubi nuovi lisci    | 80÷90                                                      |
| Tubi degradati      | 50÷60                                                      |
| Metallo             | 70                                                         |
| Cemento             | 65                                                         |
| Cemento usurato     | 60                                                         |
| Canale              | 30÷40                                                      |

## Uso del coefficiente
Viene utilizzato per il calcolo della velocità dei fluidi. Per le condotte in pressione:
{\displaystyle v=k_{s}\cdot R^{\frac {2}{3}}\cdot J^{\frac {1}{2}}[{\frac {m}{s}}]}
Mentre per le correnti a pelo libero:
{\displaystyle Q=A\cdot k_{s}\cdot R^{\frac {2}{3}}\cdot {\sqrt {i_{f}}}[{\frac {m^{3}}{s}}]}
Dove:
- Q è la portata
- A è la l'area bagnata (A = y · b se l'alveo è rettangolare)
- y è l'altezza del pelo libero
- b è la larghezza dell'alveo rettangolare
- R è il raggio idraulico
- if è la pendenza del fondo (con valori minimi compresi tra 0,05% ÷ 0,1% e massimi dello 0,3%)
- J rappresenta la cadente

## Numero di Manning
A livello commerciale e nel mondo anglosassone, viene spesso usato il numero di Manning, che vale:
{\displaystyle n={\frac {1}{k_{s}}}}
Essendo l'inverso del coefficiente di Strickler, l'unità di misura nel sistema internazionale è {\displaystyle m^{-1/3}\cdot s}.
Valori grandi di n indicano un'elevata scabrezza del materiale considerato.